# 中村栄子
中村 栄子（なかむら えいこ、1971年11月23日 - ）は、鹿児島県出身の日本の女優。身長161cm、スリーサイズは83、59、87、靴の大きさは24.0cm。リベルタに所属していた。

## 出演

### テレビドラマ
- 救命病棟24時 第1シリーズ 第12話（1999年、フジテレビ）
- 新・俺たちの旅 Ver.1999（1999年、日本テレビ）
- サイコメトラーEIJI2（1999年、日本テレビ）
- ショカツ 第1話（2000年、フジテレビ）
- Summer Snow 第6,9,11話（2000年、TBS）
- やまとなでしこ 第5話（2000年、フジテレビ）
- はみだし刑事情熱系 第5シリーズ（2000年 - 2001年、テレビ朝日）
- HERO 第1話（2001年、フジテレビ）
- 非婚家族（2001年、フジテレビ）
- スタアの恋 第3話（2001年、フジテレビ）
- 整形美人。 第2話（2002年、フジテレビ）
- 僕と彼女と彼女の生きる道（2004年、フジテレビ）
- ファイヤーボーイズ 第7話（2004年、フジテレビ）
- アットホーム・ダッド 第1話（2004年、フジテレビ）
- 人間の証明（2004年、フジテレビ）
- 南くんの恋人 第11話（2004年、テレビ朝日）
- トップキャスター 第3話（2006年、フジテレビ）
- パズル（2008年、テレビ朝日）
- 篤姫（2008年、NHK）

### 映画
- ホタル
- 陽はまた昇る
- 四日間の奇蹟
- 俺は、君のためにこそ死ににいく

### 舞台
- 第二の夜想曲〜ノクターン〜
- Dark side of the Moon '99
- すみれの庭
- 孤の告白
- さよならロッキー

### CM
- キリン一番搾り
- ミスタードーナツ
- 積水ハウス
- アリコジャパン
- 日産自動車
- J-PHONE
- LION
- WILLCOM